# Hans-Martin Weinmann
Hans Martin Weinmann (* 17. Juli 1928; † 9. Dezember 2020 in München) war ein deutscher Neuropädiater und Epileptologe.

## Leben
Nach dem Medizinstudium (Promotion 1953) und der Facharztweiterbildung in München habilitierte sich Weinmann 1969 an der Technischen Universität München. 1975 wurde er zum außerplanmäßigen Professor ernannt, von 1978 bis 1983 war er kommissarischer Leiter der Kinderklinik der TU München.

## Auszeichnungen
- 1998: Ehrenmitgliedschaft der Deutschen Liga gegen Epilepsie (seit 2004: Deutsche Gesellschaft für Epileptologie)
- 2002: Meinhard-von-Pfaundler-Medaille des Berufsverbandes der Kinder- und Jugendärzte e.V